# The Man Who Sold the World (bài hát)

"The Man Who Sold the World" là một bài hát do nhạc sĩ thuộc dòng nhạc rock David Bowie sáng tác. Đây cũng là tiêu đề cho album thứ ba của anh, album The Man Who Sold the World, phát hành vào năm 1970. Bài hát sau này đã được phổ biến rộng rãi bởi ban nhạc Nirvana trong album MTV Unplugged in New York của họ.

## Ý nghĩa lời hát

Hình ảnh trong video bài hát do Nirvana thực hiện

Bài hát mang tính khái quát cao và có thể được hiểu theo nhiều nghĩa. Một hàm ý có thể hiểu là nói về một người đàn ông đang nói về việc sử dụng ma túy của mình. Nghĩa khác là người đàn ông đang nói với con người của chính bản thân mình trước khi anh ta bán tâm hồn mình. 
We passed upon the stair, we spoke of was and when
Although I wasn't there, he said I was his friend
Which came as a surprise I spoke into his eyes
I thought you died alone, a long long time ago
Bài hát còn nói về một người đàn ông gặp lại con người cũ của mình tại thời điểm chuyển giao cuộc sống của mình. Con người cũ của ông ta là con người trước khi bán tâm hồn của mình đi. Con người cũ này nói rằng vẫn là bạn của người đàn ông đó, và làm ông này ngạc nhiên vì ông không thích con người cũ đó. 
Oh no, not me
We never lost control
You're face to face
With The Man Who Sold The World
Con người cũ nói rằng mọi việc đều là kế hoạch hết rồi; không phải là một việc mới xảy ra. Anh ta đã bán tâm hồn để lấy tiền, sự nổi tiếng, mọi thứ khác một cách có suy nghĩ và nghĩ rằng việc đó chính là sự hy sinh.
I laughed and shook his hand, and made my way back home
I searched for form and land, for years and years I roamed
I gazed a gazley stare, at all the millions here
I must have died alone, a long long time ago
Người đàn ông này cười bởi vì sự khờ khạo của con người cũ. Người đàn ông nghĩ rằng lý do anh ta đã bán có thể như vậy nhưng khi mà anh ta đã đạt được mục đích anh ta sẽ chỉ cảm thấy mọi thứ đều trống rỗng như trước đây thôi. Hai câu hát cuối cùng nói về việc anh ta sẽ đi bộ hàng triệu năm để tìm kiếm cho sự khao khát thèm muốn đã dẫn dắt anh từ đầu.

## Phiên bản khác
Bài hát có trong b-side trong đĩa đơn của Mỹ cho bài hát "Space Oddity" (1972) và bài "Life on Mars?" (1973). Bài hát cũng có trong các đĩa tổng hợp đa dạng của Bowie.
Một phiên bản thu âm lại do Brian Eno thực hiện có trong b-side của đĩa CD năm 1995 cho bài hát "Strangers When We Meet". Phiên bản này cũng có trong đĩa bonus tiếp theo sau một vài phiên bản của Outside - Phiên bản 2.

## Các phiên bản hát lại

Bìa album

### Lulu
Bài hát đã được ca sĩ Lulu hát lại vào năm 1974. Nó đã được phát hành như một đĩa đơn và như là một bài hát hay của ca sĩ đó. Bowie không chỉ sản xuất phiên bản này mà còn chơi saxophone solo cho nó.

### Nirvana
Một phiên bản đã được biên tập lại và được ban nhạc rock Mỹ Nirvana thu âm vào năm 1993, trong buổi diễn cho chương trình MTV Unplugged. Bài hát đã được phát hành trong album MTV Unplugged in New York, album vào năm tiếp theo.
Bài hát đã được phát hành như một đĩa đơn quảng cáo cho album và nhận được yêu cầu phát trong chương trình nhạc alternative rock trên sóng phát thanh. Bài hát thường xuyên có mặt trong video âm nhạc của kênh truyền hình như MTV.

### Here & Now
Ban nhạc Here & Now đã hát lại bài hát trong album "Fantasy Shift" làm năm 1983.

## Vị trí xếp hạng trong bảng bình chọn
| Năm  | Nghệ sĩ | Bài hát                    | Bảng bình chọn                     | Vị trí |
| ---- | ------- | -------------------------- | ---------------------------------- | ------ |
| 1995 | Nirvana | The Man Who Sold the World | Sóng phát thanh Thụy Điển          | 1      |
| 1995 | Nirvana | The Man Who Sold the World | Sóng phát thanh Phần Lan           | 1      |
| 1995 | Nirvana | The Man Who Sold the World | Sóng phát thanh Latvia             | 1      |
| 1995 | Nirvana | The Man Who Sold the World | Bài hát nhạc rock chính thống (Mỹ) | 12     |
| 1995 | Nirvana | The Man Who Sold the World | Bài hát nhạc rock hiện đại (Mỹ)    | 6      |
| 1995 | Nirvana | The Man Who Sold the World | Sóng phát thanh Slovakia           | 4      |
| 1995 | Nirvana | The Man Who Sold the World | Sóng phát thanh quốc gia Canada    | 22     |
| 1995 | Nirvana | The Man Who Sold the World | Sóng phát thanh Pháp               | 34     |